# Eleventh Avenue (Manhattan)
Eleventh Avenue is een laan in het uiterste westen van Manhattan, New York, niet ver van de Hudson.
Eleventh Avenue begint in het Meatpacking District in de West Village buurt, bij de hoek van West 14th Street, en loopt in noordelijke richting totdat het kruispunt met West 57th Street, waarna de weg verder loopt zonder onderbrekingen onder de naam West End Avenue. De hernoemde straat gaat verder tot West 107th Street, waar West End Avenue eindigt en samenvoegt met Broadway.
Tussen West 14th Street en West 23rd Street loopt Eleventh Avenue naast West Side Highway, voorheen West Side Elevated Highway.
De West Side Line van de New York Central Railroad liep ooit langs een gedeelte van Eleventh Avenue, ook wel Death Avenue genoemd.
Bezienswaardigheden langs de weg of binnen een blok van Eleventh Avenue zijn:
- Het Jacob K. Javits Convention Center (tussen 34th en 39th Streets)

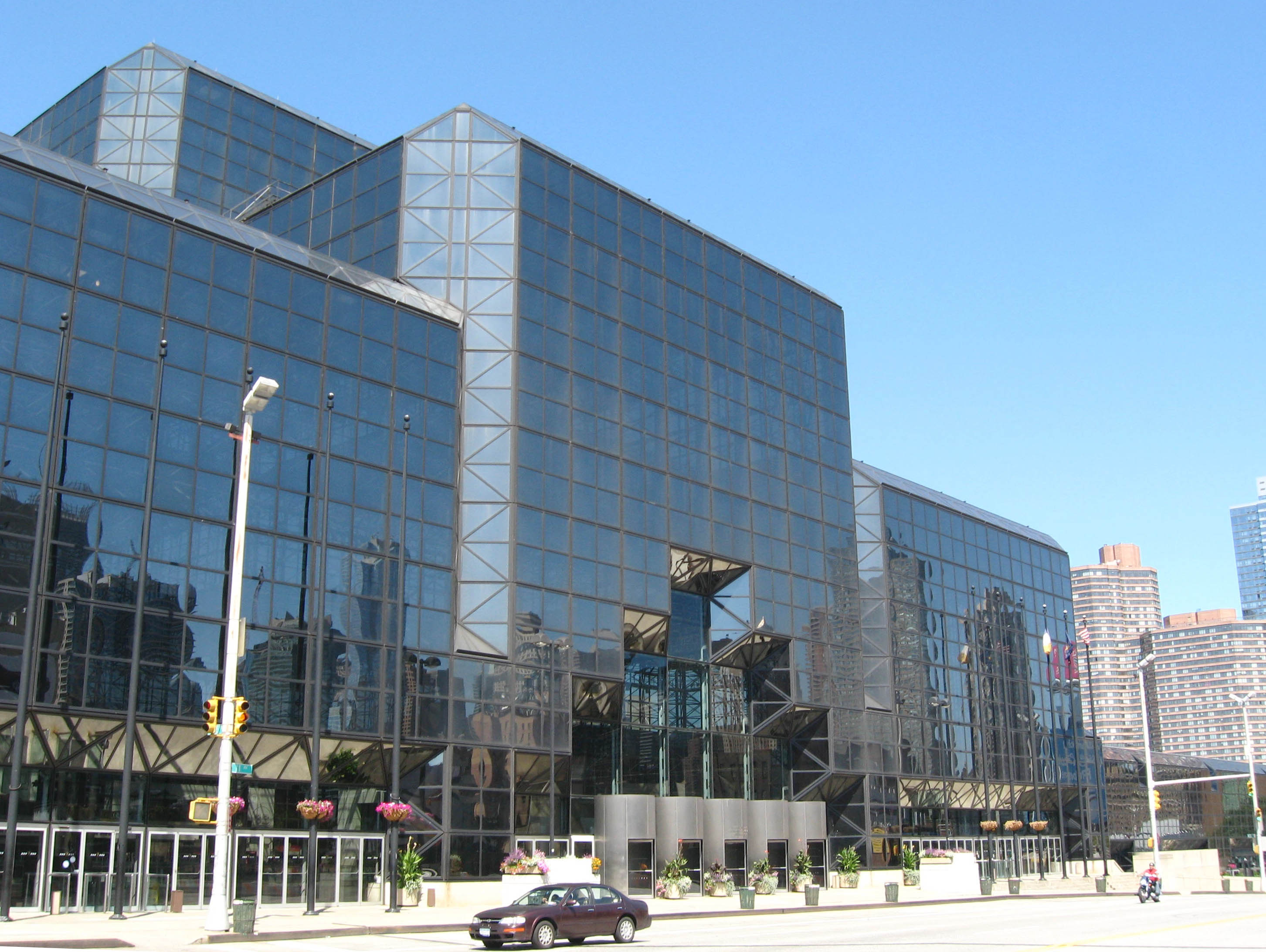
Jacob K. Javits Convention Center
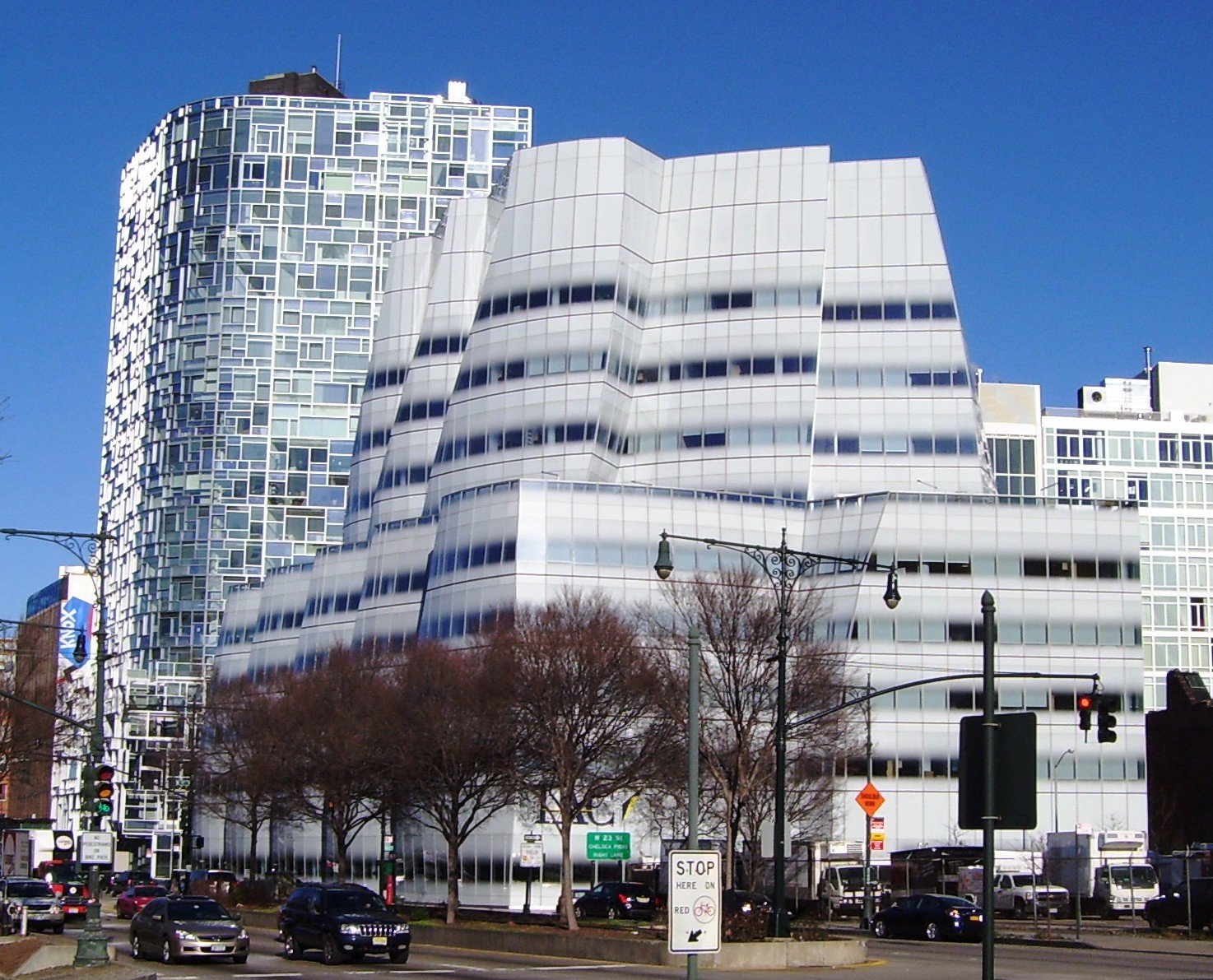
Het IAC Building van Frank Gehry en links daarvan 100 Eleventh Avenue
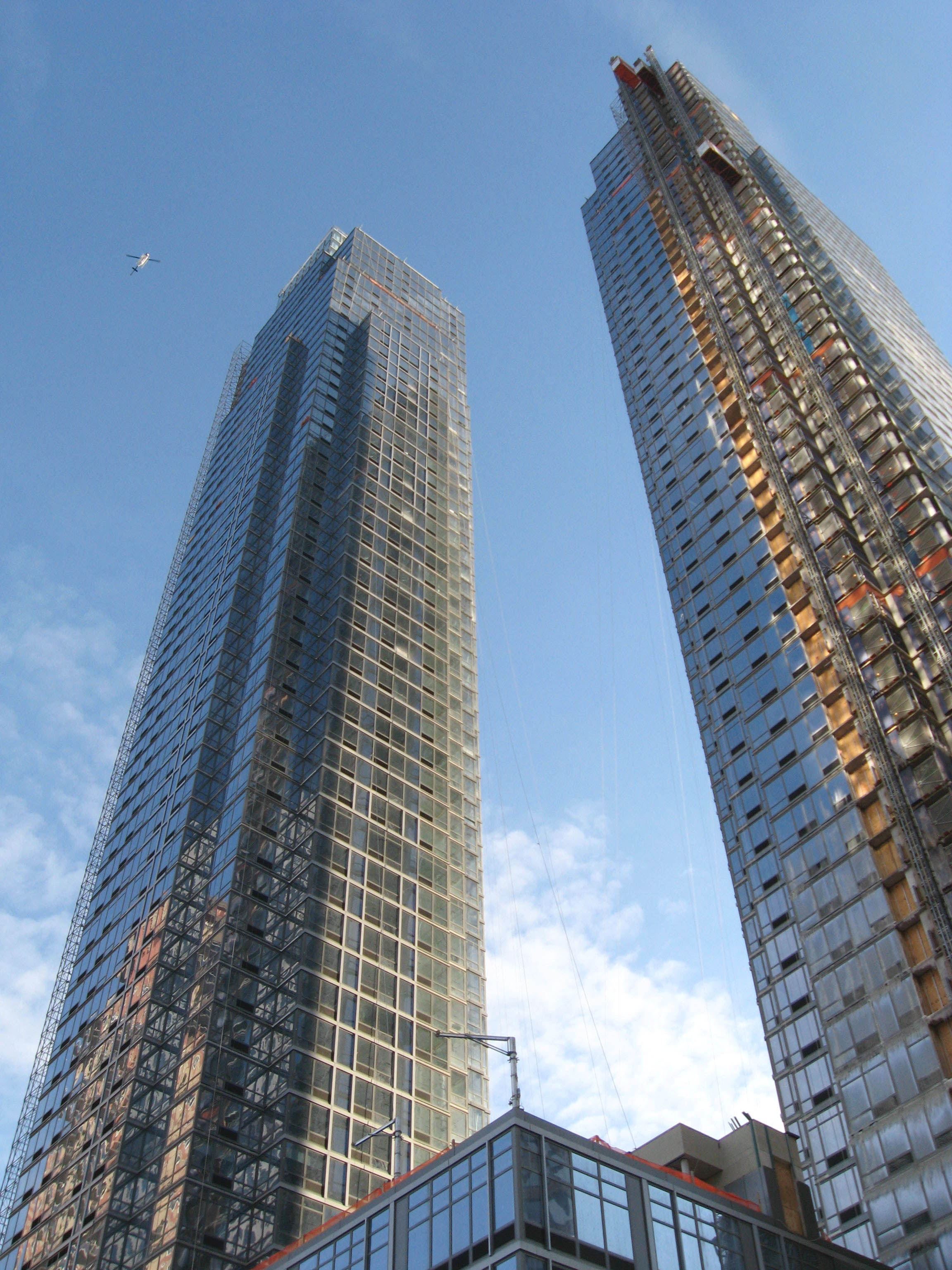
De Silver Towers